# Point Hibbs
Point Hibbs är en udde i Australien. Den ligger i delstaten Tasmanien, i den sydöstra delen av landet, omkring 170 kilometer väster om delstatshuvudstaden Hobart.
Trakten runt Point Hibbs är nära nog obefolkad, med mindre än två invånare per kvadratkilometer.. Det finns inga samhällen i närheten. 
Genomsnittlig årsnederbörd är 2 730 millimeter. Den regnigaste månaden är september, med i genomsnitt 312 mm nederbörd, och den torraste är februari, med 108 mm nederbörd.